# بيزو ماساري
بيزو ماساري (بالإنجليزية: Pizzo Massari)‏ هو أحد جبال سلسلة جبال الألب ليبونتيني ويقع في كانتون تيسينو في سويسرا. يحتل المرتبة رقم 280 في قائمة جبال سويسرا من حيث الارتفاع، إذ يبلغ ارتفاعه حوالي 2760 متر، بينما يبلغ ارتفاع نتوء الجبل 424 متر.